# Malforat
El Malforat és una muntanya de 923 metres que es troba al municipi de la Vall de Bianya, a la comarca catalana de la Garrotxa.